# Gaj (Trzebinia)
Gaj – osiedle miasta Trzebinia, w powiecie chrzanowskim, w województwie małopolskim. 
Gaj jest miejscem urodzenia krakowskiego fiakra – Jana Kaczary.
Zabudowania wielorodzinne na os. Gaj zaczęły powstawać w latach 50 XX w. Na samym początku były wybudowane tylko 3 bloki mieszkalne, do 1978 powstało ich 38.
Na osiedlu Gaj znajduje się pierwsze w gminie Trzebinia boisko Orlik 2012, zlokalizowane przy Szkole Podstawowej nr 6. Znajdują się tu także obiekty użytku publicznego, takie jak szkoła, przedszkole, poczta, ośrodek zdrowia, apteka i sklepy. Wyznawcy kościoła rzymskokatolickiego podlegają parafii NSNMP w Trzebini, a Świadkowie Jehowy należą do zboru Trzebinia-Siersza.